# Hrabstwo Hot Springs
Hrabstwo Hot Springs (ang. Hot Springs County) – hrabstwo w stanie Wyoming w Stanach Zjednoczonych. Obszar całkowity hrabstwa obejmuje powierzchnię 2006,21 mil² (5196,06 km²). Według szacunków United States Census Bureau w roku 2009 miało 4590 mieszkańców. Jego siedzibą administracyjną jest Thermopolis.
Hrabstwo powstało w 1911 roku. Jego nazwa pochodzi od gorących źródeł (ang. hot springs) położonych w Thermopolis.

## Miasta
- East Thermopolis
- Kirby
- Thermopolis

## CDP
- Lucerne
- Owl Creek